# Réforme monétaire de 1948

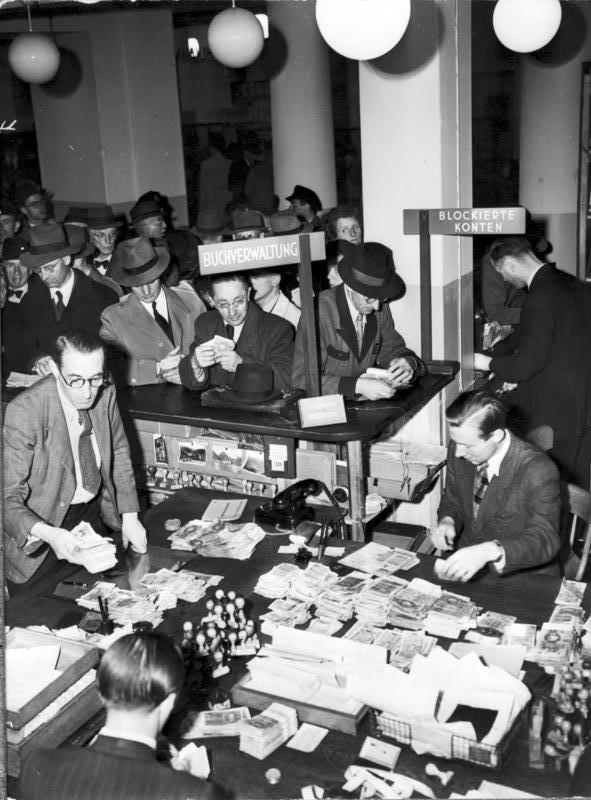
Un bureau de change à Hambourg, juin 1948.

La réforme monétaire de 1948, en allemand : Währungsreform von 1948, est une réforme du système monétaire entrée en vigueur le 20 juin 1948 dans la Trizone, les trois zones d'occupation occidentales de l'Allemagne, soit les zones américaine, britannique et française.
À partir du 21 juin 1948, le Deutsche Mark (« DM », également « D-Mark ») y devient la seule monnaie légale. Les deux moyens de paiement précédemment valables, le Reichsmark et le Rentenmark  (tous deux abrégés en « RM »), doivent être échangés et leur valeur nominale se trouve plus ou moins réduite.
Cette réforme monétaire est l'une des mesures de politique économique les plus importantes de l'Allemagne d'après-guerre. Intervenant après la dégradation des relations entre les Alliés soviétiques et occidentaux, elle est l'un des éléments déclencheurs du blocus de Berlin à partir du 24 juin 1948 et de la mise en place d'une réforme monétaire dans la zone soviétique, et constitue une étape de la création de l'Allemagne de l'Ouest et de la naissance de la guerre froide.
Si sur le moment cette réforme fit fondre les économies des épargnants, elle permit le redémarrage de l'économie dans la future Allemagne de l'ouest, la création d'une banque centrale indépendante, la Bank Deutscher Länder, et la mise en place de l'économie sociale de marché.